# Sydamerikansk sardin
Sydamerikansk sardin (Sardinops sagax) är en fiskart som först beskrevs av Leonard Jenyns 1842.  Sydamerikansk sardin ingår i släktet Sardinops och familjen sillfiskar. Inga underarter finns listade i Catalogue of Life.